# Bokermannohyla vulcaniae
A Bokermannohyla vulcaniae a kétéltűek (Amphibia) osztályának békák (Anura) rendjébe és a levelibéka-félék (Hylidae) családjába tartozó faj.

## Előfordulása
A faj Brazília endemikus faja, az ország délkeleti részén fekvő Minas Gerais államban honos. Természetes élőhelye a párás szavannák, szubtrópusi vagy trópusi párás bozótosok, szubtrópusi vagy trópusi magashegyi bozótosok, szubtrópusi vagy trópusi síkvidéki rétek, folyók, időszakos folyók. A fajt élőhelyének elvesztése fenyegeti.

## Megjelenése
A Bokermannohyla vulcaniae közepes méretű békafaj, hossza 40–53 mm. Háta barna, a barna szín a hasa felé halványul. Orra legömbölyített. A hímek anatómiai jellemzői arra utalnak, hogy képesek a hangadásra, de mivel hangjuk nem ismert, valószínűleg csak rövid ideig hallatják hangjukat.